# Mount Mathew, Antarktis
Mount Mathew är ett berg i Antarktis. Det ligger i Östantarktis. Australien gör anspråk på området. Toppen på Mount Mathew är 2 030 meter över havet, eller 341 meter över den omgivande terrängen. Bredden vid basen är 1,6 km.
Terrängen runt Mount Mathew är varierad. Trakten är obefolkad. Det finns inga samhällen i närheten.